# Veit Heinichen
Veit Heinichen, nemški pisatelj, * 1957, nekje med Bodenskim jezerom in Schwarzwaldom, Nemčija.
V večini policijskih romanov opisuje Trst in širšo okolico. V Trst je prvič prišel leta 1980 in se kasneje tam za stalno naselil .
Heinichen piše predvsem policijske romane, ki se dogajajo v Trstu in okolici. Ustvaril je lik detektiva z imenom Proteo Laurenti. Po njegovih romanih so posnele krajšo serijo televizijskih kriminalk.
V romanih poznavalsko opisuje Trst in njegov večkulturni značaj.
V slovenščino so bili prevedeni naslednji romani :
- Vsakemu svojo smrt, prevod: Živa Verbič, založba: Pasadena, 2005
- Mrtveci s Krasa, prevod: Jasmina Krstevski, založba Meander, 2010
- Spokoj močnejšega, prevod: Brane Čop, založba Meander, 2010

Ob knjigi Spokoj močnejšega je Matej Bogataj zapisal: 
... Dogajanje je strnjeno okoli dne, ko padajo meje in se evropska elita svaljka in ponavlja vedno isti optimistični govor in stopi Slovenija v schengensko območje. Prostor je okolica proslave na mejnem prehodu, Kras, Trst, reška ribarnica, slovenske avtoceste, kraške vrtače, vile in bifeji na tem območju in na drugi strani karavanškega predora. Nasploh je mogoče kriminalko brati tudi kot konzumna napotila, s komisarjem in še bolj z drugo stranjo zaidemo v cel kup lokalov v regiji in zvemo, kje se kaj spije in kaj jé. Če ne poznamo kriminalne zgodovine mesta, lahko pri kulinariki preverimo avtentičnost skrbno narisane kulise.